# Montana Moon
Montana Moon ist ein US-amerikanischer Spielfilm mit Joan Crawford unter Regie von Malcolm St. Clair aus dem Jahr 1930. Für die Schauspielerin war es der letzte Auftritt als Flapper.

## Handlung
Joan ist eine reiche und verwöhnte Erbin aus New York, die eines Tages aus einem Impuls heraus auf die Familienranch in Montana reist. Dort trifft sie auf Larry, einen waschechten Cowboy, dessen rauer Charme ihr Herz gewinnt. Nach kurzer Werbung willigt Joan ein, Larry zu heiraten. Schon einige Zeit später missfällt es Joan, von Larrys geringem Einkommen zu leben. Sie sehnt sich nach Luxus und Abwechslung. Deshalb brennt sie mit Jeff, einem Gigolo und Playboy durch. Gerade als die zwei mit der Eisenbahn in Richtung Osten aufbrechen wollen, wird der Zug von einem maskierten Banditen überfallen, der Joan auf sein Pferd nimmt und in den Sonnenuntergang mit ihr reitet. Joan ist zunächst schockiert, doch als sie hinter der Maske Larry erkennt, wandelt sich ihr Abscheu in Liebe.

## Hintergrund
Joan Crawford hatte 1928 nach einem steilen Aufstieg von der Statistin zur Leading Lady ihren Durchbruch als Star mit dem Auftritt in Our Dancing Daughters, der sie als lebenslustiges Mitglied der besseren Gesellschaft präsentiert. Ihre Darstellung eines tanzwütigen Flappers verschaffte Crawford eine enorme Anhängerschaft unter den Jugendlichen der Zeit und das Studio wiederholte die erfolgreiche Formel einer ganzen Serie von Filmen, die alle mit Our begannen. Anfang 1930 allerdings war mit dem Heraufdämmern der Weltwirtschaftskrise tiefgreifende Änderungen für die Filmwirtschaft absehbar. Die Rolle des leichtleben Flapper, der ohne materielle Sorgen ein Leben in Luxus führt und sich nicht endenwollenden Partys und Vergnügungen widmete, war rasch passé. Montana Moon war einer der letzten Filme, die noch ganz dem Lebensgefühl des Jazz Age und der Wilden Zwanziger verpflichtet war. Der Film, der nach Ansicht einiger Kritiker besser Our Dancing Daughter Goes West hätte heißen sollen, stellte die Schauspielerin trotz der stereotypen Charakterzeichnung vor eine Herausforderung, da er als eine der ersten MGM-Produktionen zu großen Teilen vor Ort gedreht wurde. Die Aufnahmen fanden in der freien Natur und nicht im Studio statt. Angesichts der nicht unerheblichen Probleme, mit denen der Tonfilm immer noch zu kämpfen hatte, war das ein erhebliches Wagnis. Die Schauspielerin singt im Verlauf der Handlung einige Lieder, darunter The Moon is Low und Let Me Give You Love. Die unterdurchschnittlichen Einspielergebnisse zeigten an, dass das Image von Joan Crawford auf der Leinwand einer erneuten Anpassung bedurfte. Die Schauspielerin überzeugte daher Studioboss Louis B. Mayer, sie von den Verpflichtungen für die Operette Great Day zu entbinden und ihr stattdessen die Hauptrolle in Paid zu geben, der zu einem der größten finanziellen Erfolge der Schauspielerin überhaupt werden sollte.
Die Grundidee des Films – eine verwöhnte reiche Erbin wird von einem rauen Cowboy gezähmt – wurde in den nächsten Jahren noch mehrfach genutzt. So drehte Paramount Pictures bereits im Folgejahr mit Gary Cooper und Carole Lombard unter dem Titel I Take this Woman ein kaum kaschiertes Remake, allerdings ohne die Gesangseinlagen. 1938 war es Merle Oberon, die als wohlhabende Dame aus dem Westen ihr Glück mit Gary Cooper in The Cowboy and the Lady findet.

## Kinoauswertung
Das Budget betrug lediglich 277.000 US-Dollar und lag damit unter den sonst üblichen Kosten für einen Joan-Crawford-Film. Aufgrund der wachsenden Popularität von Joan Crawford spiele Montana Moon in den USA 751.000 US-Dollar ein, was jedoch etwas unter dem sonstigen Durchschnitt ihrer Filme lag. Gemeinsam mit Auslandseinnahmen von 209.000 US-Dollar stand am Ende ein kumuliertes Gesamtergebnis von 906.000 US-Dollar. Der Gewinn für das Studio betrug 326.000 US-Dollar.

## Kritik
Die besten Kritiken erhielten der Kamelhaarmantel und ein Reitanzug, die von Crawford im Verlauf der Handlung getragen werden.
Mordaunt Hall schrieb in der New York Times:

„Ein langweiliger, amateurhafter Tonfilm mit gelegentlichen Gesangseinlagen […] Es gibt keinerlei Konzept bei den Tonaufnahmen und wenn Joan Crawford singt, ist ihre Stimme immer gleich laut, ob sie direkt im Vordergrund steht oder weit entfernt im Cowboycamp mitten in Monata. […] Insgesamt bieten Miss Crawfords Kamelhaarmantel und ihr Reitkostüm im Jodhpurs-Stil den besten Anblick in dieser Produktion.“